# كوكبان (الضالع)
كوكبان هي إحدى قرى الجمهورية اليمنية. تتبع جغرافيا لمحافظة الضالع و إداريًا لمديرية دمت. يبلغ تعداد سكانها 1453 نسمة حسب الإحصاء الذي أجري عام 2004.